# Liste der Aussichtstürme im Kanton Zug
Die folgende Liste von Aussichtstürmen enthält Bauwerke im Kanton Zug, welche über für den Publikumsverkehr zugängliche Aussichtsmöglichkeiten verfügen.
| Bild                           | Name des Turms | Gemeinde | Baujahr | Gesamthöhe | Plattformhöhe | Bauwerkstyp | ZoomViewer Panoramabild |
| ------------------------------ | -------------- | -------- | ------- | ---------- | ------------- | ----------- | ----------------------- |
| Treppenturm Buebegunte         | Buebegunte     | Baar     | 2024    | 29 m       | 22 m          | Holz        |                         |
| Aussichtsplattform Vogelwinkel | Vogelwinkel    | Baar     | 2024    | 11 m       | 5 m           | Holz        |                         |

Siehe auch: Liste von Aussichtstürmen in der Schweiz

## Anmerkung
1. ↑  Baujahr entspricht der Fertigstellung oder der Eröffnung des Bauwerkes.